# Grand Prix-wegrace van Frankrijk 1967
De Grand Prix-wegrace van Frankrijk 1967 was de derde Grand Prix van het wereldkampioenschap wegrace voor motorfietsen in het seizoen 1967. De races werden verreden op 21 mei op het Circuit de Charade nabij Clermont-Ferrand. Alleen de 50cc-klasse, de 125cc-klasse, de 250cc-klasse en de zijspanklasse kwamen aan de start.

## 250cc-klasse
Mike Hailwood leek in Frankrijk een spelletje te spelen met zijn Yamaha-tegenstanders. Drie ronden lang beperkte hij zich tot het volgen van Bill Ivy en Phil Read, maar daarna gaf hij echt gas en begon hij snel weg te lopen. Toen ontspon zich een wedstrijd die gewonnen werd door de man die van de drie de minste pech had. Eerst viel Read terug door een onbruikbare koppeling en daarna Ivy door problemen met zijn versnellingsbak én een slecht lopende motor. De overwinning van Hailwood leek nu zeker, tot hij problemen kreeg met schakelen: eerst miste hij zijn eerste twee versnellingen, en toen de motor niet meer uit de derde versnelling wilde moest hij wel stoppen. Een monteur boog het schakelpedaal recht en Hailwood kon de baan weer op vlak vóór de aanstormende Phil Read, terwijl Bill Ivy daar vlak achter reed. De drie topcoureurs waren dankzij veel problemen weer bij elkaar gekomen en wisselden in de volgende ronden regelmatig van positie. Hailwood kreeg weer schakelproblemen en bleef derde omdat zijn teamgenoot Ralph Bryans bewust achter hem bleef rijden. Ivy won de race en Read werd tweede.
| Pos | Coureur       | Merk    | Tijd      | Punten |
| --- | ------------- | ------- | --------- | ------ |
| 1   | Bill Ivy      | Yamaha  | 1:09"14'4 | 8      |
| 2   | Phil Read     | Yamaha  | +8'3      | 6      |
| 3   | Mike Hailwood | Honda   | +33'3     | 4      |
| 4   | Ralph Bryans  | Honda   | +33'9     | 3      |
| 5   | Derek Woodman | MZ      | +2"43'3   | 2      |
| 6   | Heinz Rosner  | MZ      | +3"22'00  | 1      |
| 7   | Jacques Roca  | Bultaco | +1 ronde  |        |

| Coureur       | Merk     | Oorzaak        |
| ------------- | -------- | -------------- |
| Jack Findlay  | Bultaco  | Val            |
| Dave Simmonds | Kawasaki | Motorophanging |

| Coureur          | Merk   | Oorzaak |
| ---------------- | ------ | ------- |
| Ron Grant        | Yamaha | [ 1 ]   |
| Yvon Duhamel     | Yamaha | [ 1 ]   |
| Frank Camillieri | Yamaha | [ 1 ]   |

| Coureur           | Merk         |
| ----------------- | ------------ |
| Malcolm Stanton   | Aermacchi    |
| Gyula Marsovszky  | Bultaco      |
| Rolf Schmid       | Bultaco      |
| Carlos Giró       | Ossa         |
| José Medrano      | Bultaco      |
| Bill Smith        | Kawasaki     |
| Brian Steenson    | Aermacchi    |
| Fred Stevens      | Hannah-Paton |
| Mick Chatterton   | Yamaha       |
| Tommy Robb        | Bultaco      |
| Gilberto Milani   | Aermacchi    |
| Akiyasu Motohashi | Yamaha       |
| Jyun Hamano       | Yamaha       |
| Ginger Molloy     | Bultaco      |

### Top tien tussenstand 250cc-klasse
| Pos | Coureur          | Merk    | Ptn |
| --- | ---------------- | ------- | --- |
| 1   | Phil Read        | Yamaha  | 20  |
| 2   | Ralph Bryans     | Honda   | 17  |
| 3   | Bill Ivy         | Yamaha  | 8   |
| 4   | Heinz Rosner     | MZ      | 5   |
| 5   | José Medrano     | Bultaco | 4   |
| 5   | Mike Hailwood    | Honda   | 4   |
| 7   | Jack Findlay     | Bultaco | 3   |
| 7   | Ginger Molloy    | Bultaco | 3   |
| 9   | Gyula Marsovszky | Bultaco | 2   |
| 9   | Tommy Robb       | Bultaco | 2   |
| 9   | Derek Woodman    | MZ      | 2   |

## 125cc-klasse

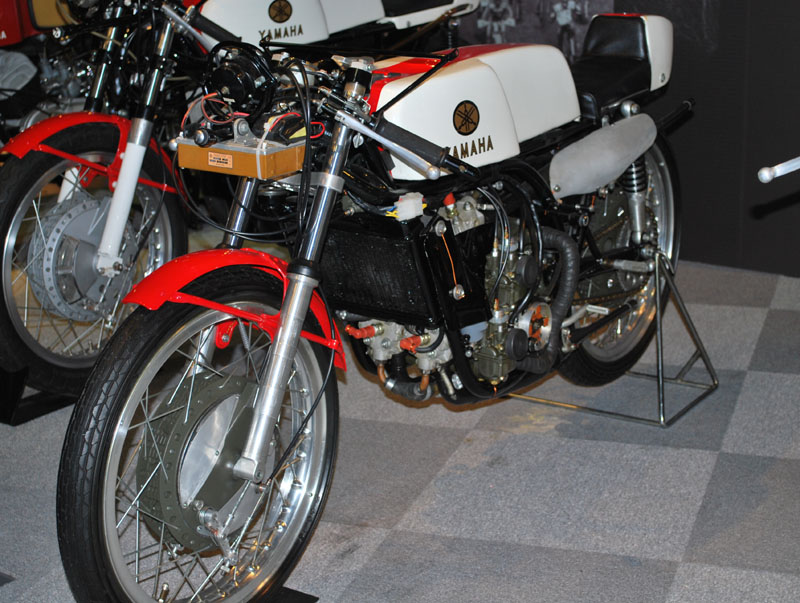
125cc-viercilinder Yamaha RA 31

De uitslag van de derde race in Frankrijk was bijna gelijk aan die in Spanje: 1. Bill Ivy, 2. Phil Read, 3. Yoshimi Katayama en 4. Stuart Graham. Pas daarachter zaten de verschillen. Katayama had de beste start en leidde korte tijd, terwijl Ivy in de eerste ronde nog last had van een overslaande motor. In de tweede ronde ging Read aan de leiding, maar Ivy was toen al aan een geweldige inhaalrace begonnen. In de derde ronde passeerde hij Graham en Katayama en in de vierde ronde ook Read. Ivy reed een recordronde van 125,7 km/h, 12 seconden sneller dan het oude record van Luigi Taveri met de vijfcilinder Honda. Read kreeg problemen met zijn versnellingsbak, waardoor Katayama nog dichtbij wist te komen.
| Pos | Coureur             | Merk     | Tijd      | Punten |
| --- | ------------------- | -------- | --------- | ------ |
| 1   | Bill Ivy            | Yamaha   | 58"19'1   | 8      |
| 2   | Phil Read           | Yamaha   | +9'5      | 6      |
| 3   | Yoshimi Katayama    | Suzuki   | +11'3     | 4      |
| 4   | Stuart Graham       | Suzuki   | +1"27'9   | 3      |
| 5   | Dave Simmonds       | Kawasaki | +4"18'6   | 2      |
| 6   | Jean-Louis Vergnais | Bultaco  | +2 ronden | 1      |
| 7   | Philippe Ruyssen    | Bultaco  | +2 ronden |        |

| Coureur         | Merk    | Oorzaak  |
| --------------- | ------- | -------- |
| Jean-Guy Duval  | Yamaha  | [ 1 ]    |
| Ralph Swegan    | Yamaha  | [ 1 ]    |
| Robert Lusk     | Yamaha  | [ 1 ]    |
| Robert Messina  | Yamaha  | [ 1 ]    |
| Tim Coopey      | Yamaha  | [ 1 ]    |
| Francesco Villa | Montesa | Blessure |

| Coureur              | Merk    |
| -------------------- | ------- |
| Barry Smith          | Bultaco |
| Kel Carruthers       | Honda   |
| Kevin Cass           | Bultaco |
| Hartmut Bischoff     | MZ      |
| Jürgen Lenk          | MZ      |
| Klaus Enderlein      | MZ      |
| Thomas Heuschkel     | MZ      |
| Hans Georg Anscheidt | Suzuki  |
| Herbert Mann         | MZ      |
| Walter Scheimann     | Honda   |
| José Maria Busquets  | Montesa |
| José Medrano         | Bultaco |
| Jim Curry            | Honda   |
| Rex Avery            | EMC     |
| László Szabó         | MZ      |
| Giovanni Burlando    | Honda   |
| Walter Villa         | Montesa |
| Akiyasu Motohashi    | Yamaha  |
| Hideo Kanaya         | Suzuki  |
| Isao Morishita       | Suzuki  |
| Yasuho Shigeno       | Suzuki  |
| Cees van Dongen      | Honda   |
| Ginger Molloy        | Bultaco |

### Top tien tussenstand 125cc-klasse
| Pos | Coureur              | Merk     | Ptn |
| --- | -------------------- | -------- | --- |
| 1   | Yoshimi Katayama     | Suzuki   | 16  |
| 1   | Bill Ivy             | Yamaha   | 16  |
| 3   | Phil Read            | Yamaha   | 12  |
| 4   | Hans Georg Anscheidt | Suzuki   | 6   |
| 4   | Stuart Graham        | Suzuki   | 6   |
| 6   | László Szabó         | MZ       | 4   |
| 7   | Walter Villa         | Montesa  | 3   |
| 8   | José Maria Busquets  | Montesa  | 2   |
| 8   | Francesco Villa      | Montesa  | 2   |
| 8   | Dave Simmonds        | Kawasaki | 2   |

## 50cc-klasse
In Frankrijk kwamen slechts vijf 50cc coureurs aan de finish. Yoshimi Katayama won vóór zijn teamgenoten Hans Georg Anscheidt en Stuart Graham. Vierde werd Barry Smith met een Derbi en vijfde werd Ángel Nieto, ook met een Derbi. Nieto had in de eerste ronde de leiding gehad, maar de Suzuki's waren simpelweg te snel voor de Derbi. Graham had een slecht sluitende tankdop en verloor tijd doordat hij elke keer dat hij remde een scheut mengsmering in zijn gezicht kreeg. Na deze race ging het gerucht dat Suzuki graag een eerste Japanse wereldkampioen wilde: Yoshimi Katayama.

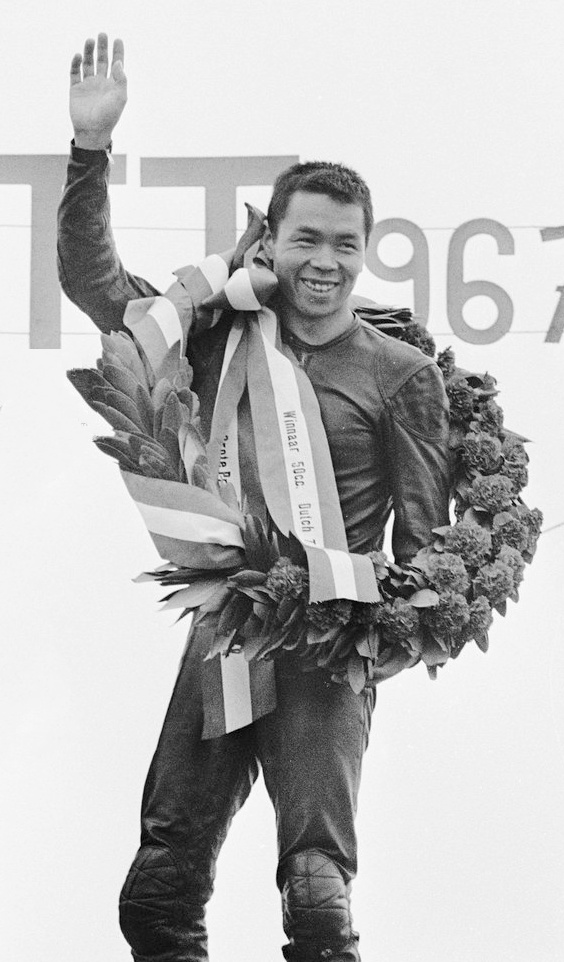
Yoshimi Katayama

| Pos | Coureur              | Merk   | Tijd     | Punten |
| --- | -------------------- | ------ | -------- | ------ |
| 1   | Yoshimi Katayama     | Suzuki | 34"15'2  | 8      |
| 2   | Hans Georg Anscheidt | Suzuki | +1'5     | 6      |
| 3   | Stuart Graham        | Suzuki | +31'00   | 4      |
| 4   | Barry Smith          | Derbi  | +3"51'4  | 3      |
| 5   | Ángel Nieto          | Derbi  | +4"40'1  | 2      |
| 6   | Daniel Crivello      | Derbi  | +1 ronde | 1      |

| Coureur             | Merk           |
| ------------------- | -------------- |
| Dieter Gedlich      | Kreidler       |
| Rudolf Schmälzle    | Kreidler       |
| Winfried Reinhard   | Reimo-Kreidler |
| Benjamín Grau       | Derbi          |
| José Maria Busquets | Derbi          |
| Juan Bordons        | Derbi          |
| Chris Walpole       | Honda          |
| Leslie Griffiths    | Honda          |
| Stan Lawley         | Honda          |
| Tommy Robb          | Suzuki         |
| Hiroyuki Kawasaki   | Suzuki         |
| Mitsuo Akamatsu     | Suzuki         |
| Mitsuo Itoh         | Suzuki         |
| Aalt Toersen        | Kreidler       |
| Paul Lodewijkx      | Jamathi        |

### Top tien tussenstand 50cc-klasse
| Pos | Coureur              | Merk     | Ptn |
| --- | -------------------- | -------- | --- |
| 1   | Hans Georg Anscheidt | Suzuki   | 22  |
| 2   | Yoshimi Katayama     | Suzuki   | 14  |
| 3   | Rudolf Schmälzle     | Kreidler | 6   |
| 3   | Barry Smith          | Derbi    | 6   |
| 5   | José Maria Busquets  | Derbi    | 4   |
| 5   | Benjamín Grau        | Derbi    | 4   |
| 5   | Stuart Graham        | Suzuki   | 4   |
| 8   | Juan Bordons         | Derbi    | 3   |
| 8   | Daniel Crivello      | Derbi    | 3   |
| 8   | Ángel Nieto          | Derbi    | 3   |

## Zijspanklasse
In Frankrijk ging de URS van Helmut Fath weer stuk kort voor het einde van de race, terwijl hij op kop lag. Klaus Enders/Ralf Engelhardt vochten aanvankelijk om de leiding met Georg Auerbacher/Eduard Dein, maar toen begon het voorwiel van Auerbacher kuren te vertonen. Het slingerde steeds harder waardoor hij terugviel. Intussen was Fath na een slechte start aan het oprukken en in de 7e ronde nam hij de leiding over. Toen een zuiger van zijn URS het begaf viel hij echter uit. Enders/Engelhardt wonnen daardoor alsnog, vóór Siegfried Schauzu/Horst Schneider en Tony Wakefield/Graham Milton.
| Pos | Coureur               | Bakkenist       | Merk | Tijd    | Punten |
| --- | --------------------- | --------------- | ---- | ------- | ------ |
| 1   | Klaus Enders          | Ralf Engelhardt | BMW  | 59"08'8 | 8      |
| 2   | Siegfried Schauzu     | Horst Schneider | BMW  |         | 6      |
| 3   | Tony Wakefield        | Graham Milton   | BMW  |         | 4      |
| 4   | Georg Auerbacher      | Eduard Dein     | BMW  |         | 3      |
| 5   | Heinz Luthringshauser | Hermann Hahn    | BMW  |         | 2      |
| 6   | Arsenius Butscher     | Armgard Neumann | BMW  |         | 1      |

| Coureur     | Bakkenist        | Merk | Oorzaak |
| ----------- | ---------------- | ---- | ------- |
| Helmut Fath | Wolfgang Kalauch | URS  | Zuiger  |

| Coureur          | Bakkenist     | Merk | Oorzaak |
| ---------------- | ------------- | ---- | ------- |
| Bertil Persson   | Berndt Äström | BMW  | [ 4 ]   |
| Ruben Bjarnemark | Lennart Rägmo | BMW  | [ 4 ]   |

| Coureur            | Bakkenist          | Merk |
| ------------------ | ------------------ | ---- |
| Hans Hänni         | Kurt Barfuss       | BMW  |
| Harald Wohlfahrt   | Heiner Vester      | BMW  |
| Johann Attenberger | Josef Schillinger  | BMW  |
| Otto Kölle         | Rolf Schmid        | BMW  |
| Joseph Duhem       | François Fernandez | BMW  |
| Barry Dungsworth   | Ron Wilson         | BMW  |
| Colin Seeley       | Ray Lindsay        | BMW  |
| Pip Harris         | John Thornton      | BMW  |
| Terry Vinicombe    | John Flaxman       | BSA  |

### Top tien tussenstand zijspanklasse
| Pos | Coureur               | Bakkenist         | Merk | Ptn |
| --- | --------------------- | ----------------- | ---- | --- |
| 1   | Klaus Enders          | Ralf Engelhardt   | BMW  | 22  |
| 2   | Georg Auerbacher      | Eduard Dein       | BMW  | 17  |
| 3   | Siegfried Schauzu     | Horst Schneider   | BMW  | 13  |
| 4   | Tony Wakefield        | Graham Milton     | BMW  | 8   |
| 5   | Otto Kölle            | Rolf Schmid       | BMW  | 3   |
| 6   | Barry Dungsworth      | Ron Wilson        | BMW  | 2   |
| 6   | Harald Wohlfahrt      | Heiner Vester     | BMW  | 2   |
| 6   | Heinz Luthringshauser | Hermann Hahn      | BMW  | 2   |
| 9   | Johann Attenberger    | Josef Schillinger | BMW  | 1   |
| 9   | Arsenius Butscher     | Armgard Neumann   | BMW  | 1   |

1920 · 1921 · 1922 · 1923 · 1924 · 1925 · 1926 · 1927 · 1928 · 1929 · 1930 · 1931 · 1932 · 1933 · 1935 · 1936 · 1937 · 1938 · 1939 · 1949 · 1951 ·  1953 · 1954 · 1955 · 1958 · 1959 · 1960 · 1961 · 1962 · 1963 · 1964 · 1965 · 1966 · 1967 · 1969 · 1970 · 1972 · 1973 · 1974 · 1975 · 1976 · 1977 · 1978 · 1979 · 1980 · 1981 · 1982 · 1983 · 1984 · 1985 · 1986 · 1987 · 1988 · 1989 · 1990 · 1991 · 1992 · 1994 · 1995 · 1996 · 1997 · 1998 · 1999 · 2000 · 2001 · 2002 · 2003 · 2004 · 2005 · 2006 · 2007 · 2008 · 2009 · 2010 · 2011 · 2012 · 2013 · 2014 · 2015 · 2016 · 2017 · 2018 · 2019 · 2020 · 2021 · 2022 · 2023 · 2024 · 2025